# Samuel Johnson

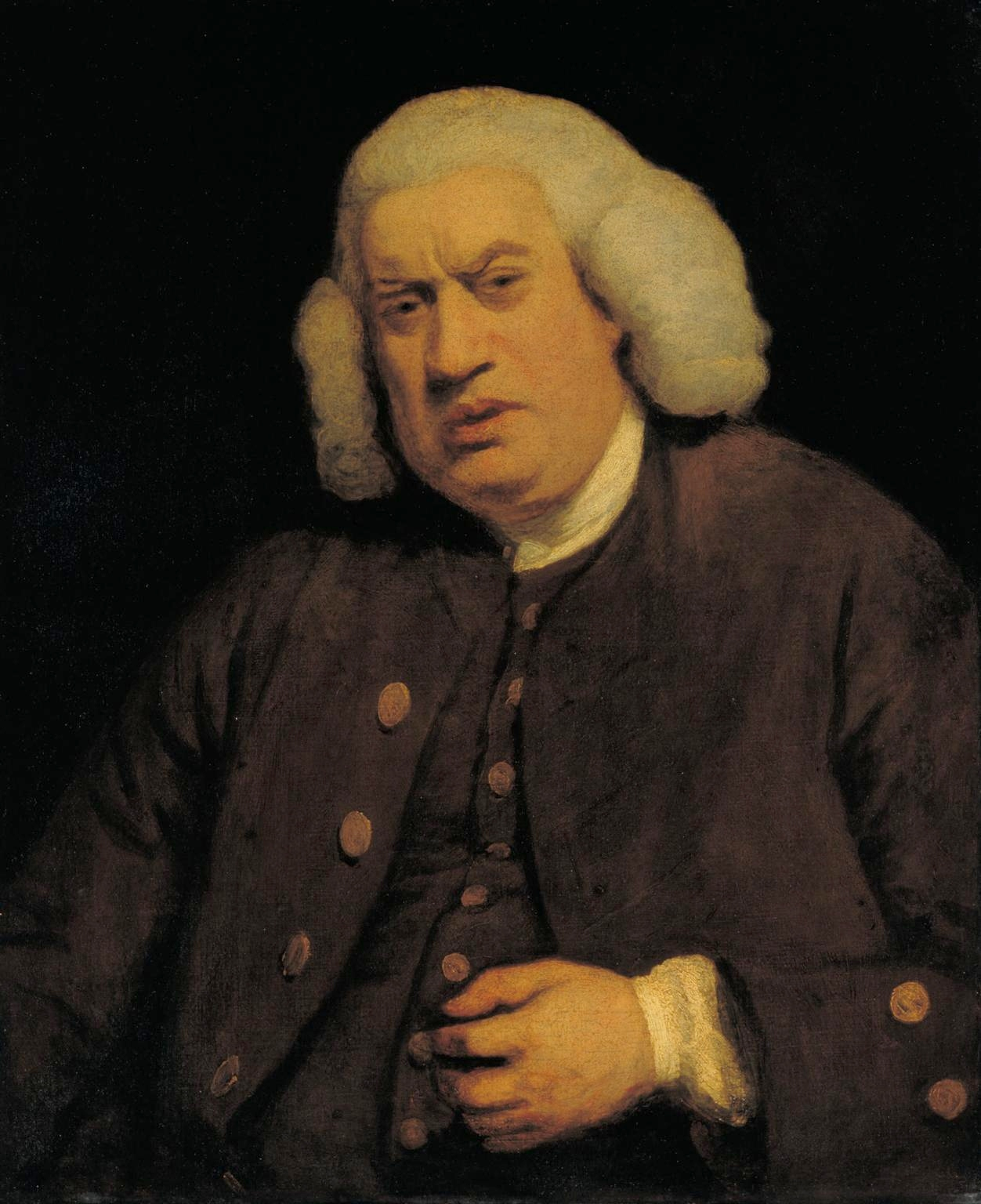
Porträt von Samuel Johnson (Gemälde von Joshua Reynolds, 1772, Tate Gallery)

Samuel Johnson (* 7. Septemberjul. / 18. September 1709greg. in Lichfield, Staffordshire; † 13. Dezember 1784 in London) war ein englischer Gelehrter, Lexikograf, Schriftsteller, Dichter und Kritiker.
Er ist nach William Shakespeare der meistzitierte englische Autor und war im 18. Jahrhundert die wichtigste Person im literarischen Leben Englands, vergleichbar mit Johann Christoph Gottsched in Deutschland. Er wurde wegen seiner Gelehrsamkeit meist Dr. Johnson genannt. Im Jahr 1755 erschien sein einsprachiges Wörterbuch der englischen Sprache. Das Trinity College Dublin ernannte ihn 1765 zum Doktor der Rechte ehrenhalber, zehn Jahre später erhielt er eine weitere Ehrendoktorwürde der Universität Oxford.

## Leben und Werk
Samuel Johnson wurde am 18. September 1709 in Lichfield geboren. Hier besuchte er zusammen mit dem späteren Arzt Robert James die Lichfield Grammar School (heute King Edward VI School), beide blieben ihr ganzes Leben über befreundet. An James’ dreibändigem Wörterbuch A medicinal dictionary, including physic, surgery, anatomy, chimistry and botany (1743–1745) wirkte er mit eigenen Artikeln mit.

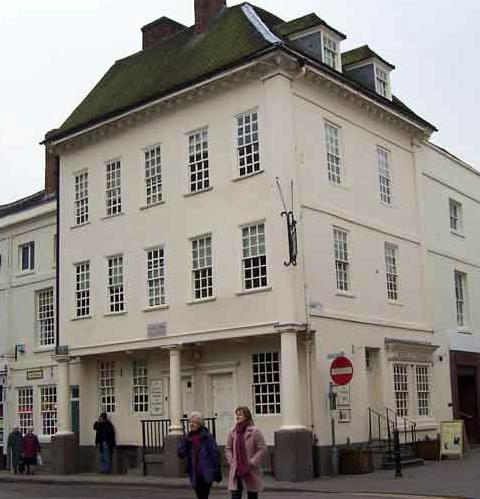
Samuel Johnsons Geburtshaus am Market Square, Lichfield

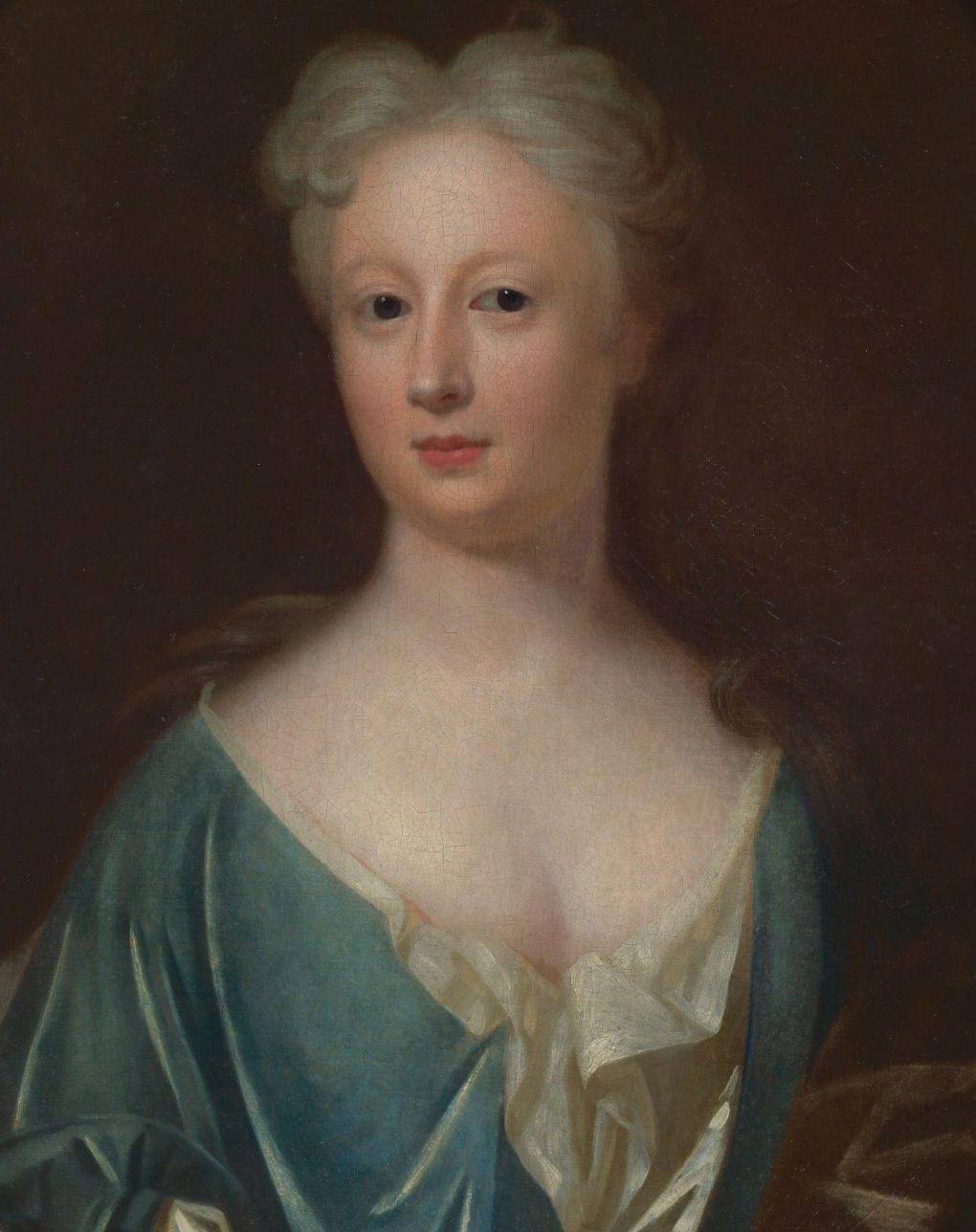
Elizabeth „Tetty“ Jervis Porter, Ehefrau von Samuel Johnson (Gemälde von Maria Verelst, etwa 1735)

Johnson studierte am Pembroke College zu Oxford, war aber aus finanziellen Gründen gezwungen, noch vor Ende des Studiums die Stelle eines Unterlehrers an einer freien Schule in Leicestershire anzunehmen. Bald gab er diese Stelle auf, um als Übersetzer und Schriftsteller seinen Unterhalt zu verdienen. So übersetzte er die französische Übersetzung Joachim le Grands der Reise nach Abessinien des portugiesischen Jesuiten Jerónimo Lobos (Relation historique d’Abbisinie d’ R. P. Jerôme Lobo etc.) ins Englische, wofür er fünf Guineen erhielt.
Johnson lebte bei seinem Freund Harry Porter, der an einer unheilbaren Krankheit litt. Als Harry Porter am 3. September 1734 starb, hinterließ er seine 45-jährige Frau Elizabeth „Tetty“ Jervis Porter und drei Kinder. Samuel Johnson heiratete die 21 Jahre ältere Witwe am 9. Juli 1735 in der St.-Werburgh-Kirche in Derby. Elizabeth Porter brachte 800 Pfund Sterling in die Ehe. Ihre Familie billigte die Heirat nicht, ihr Sohn brach aus Protest jeden Kontakt zu ihr ab. Das Paar gründete in Birmingham eine Zöglingsanstalt. Als dieses Unternehmen scheiterte, ging Johnson 1737 mit seinem Schüler, dem später berühmten Schauspieler David Garrick, nach London, um dort sein gereimtes Trauerspiel Irene aufzuführen, was aber misslang. Er publizierte für das Gentleman’s Magazine Parlamentsberichte. Bekannt wurde er durch mehrere Gedichte, z. B. die Satire London (1738), eine Nachahmung der dritten Satire des Juvenal, in welcher er die Laster und Torheiten der britischen Hauptstadt mit Witz und Ironie geißelte. Es folgten Die Debatten des Senats zu Liliput, kommentierte Auszüge aus den Reden der berühmtesten Parlamentsmitglieder der damaligen Zeit, sowie 1744 eine Biographie seines Freundes, des Dichters Richard Savage.
Zwischen 1747 und 1755 erarbeitete Johnson das Dictionary of the English Language (1755, 2 Bände), das 1758 in 6. Auflage erschien und bis heute alle ähnlichen Lexika der englischen Sprache beeinflusst hat. Noah Webster verglich Johnsons Leistung in der Lexikografie mit der Isaac Newtons in der Mathematik. Vier Merkmale hoben das Wörterbuch von seinen englischen Vorläufern ab:
- Es war auf eine Bestandsaufnahme des gesamten Sprachschatzes ausgelegt – im deutlichen Gegensatz zu den vorher gebräuchlichen planlosen Aufstellungen „schwieriger Wörter“.
- Es beruhte auf einem Korpus angewandter Beispiele, wobei bestimmte Wortschatzgruppen im Voraus ausgeschlossen blieben (z. B. Eigennamen).
- Es hatte eine literarische Dimension, gab die Sprache der besten englischen Autoren wieder (William Shakespeare, John Milton, Francis Bacon) und wich damit von der früher vorherrschenden Erfassung rein sachlicher Sprache ab.
- Es verschaffte dem Gebrauchsgegenstand Wörterbuch Respekt, so dass die Wörterbücher nach Johnson bis heute auch zu normativen Zwecken herangezogen werden und als Leitfaden zum guten Stil dienen (wenn auch der normierende Charakter der Wörterbücher durch die moderne Linguistik stark relativiert wurde).

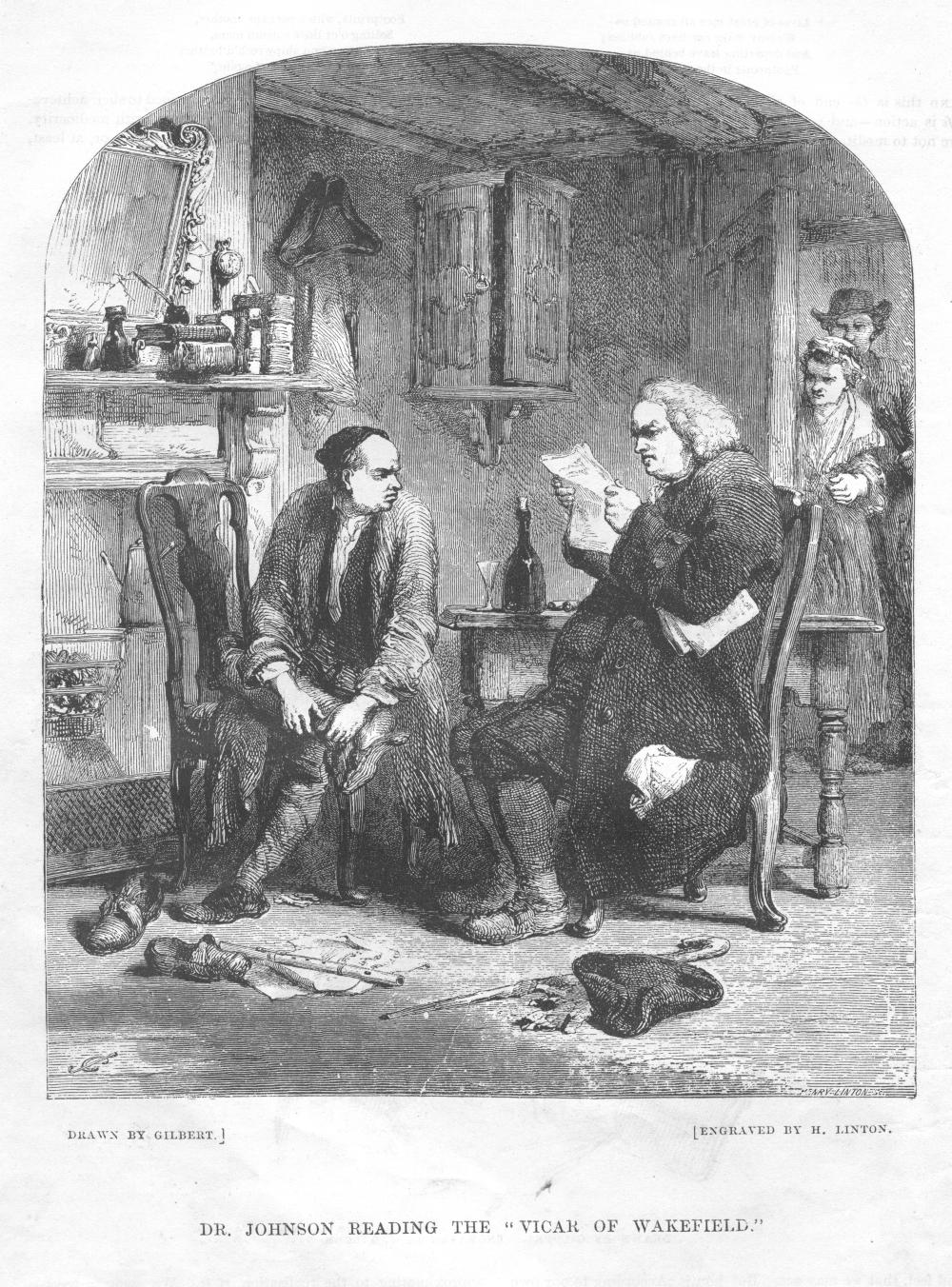
Samuel Johnson liest The Vicar of Wakefield (Stich um 1853)

Während bzw. nach der Arbeit am Wörterbuch gab Johnson auch die Zeitschriften The Rambler (1750–1752) und The Idler (1758–1760) heraus. 1759 erschien sein politisch-lehrhafter Roman History of Rasselas, Prince of Abyssinia.
1762 befreite ihn eine von der Regierung gewährte Pension von 300 Pfund Sterling von akuten Geldnöten, wofür er sich durch zwei Flugschriften politischen Inhalts bedankte – The False Alarm (1770) und Taxation No Tyranny (1775). In diese Zeit fällt auch seine Shakespeare-Ausgabe (1765, 8 Bände), die in der Literaturgeschichte epochal geworden ist. Wenngleich Johnsons Charakteristik des shakespeareschen Dramas den damals herrschenden französischen Einfluss verrät, insbesondere die auch von Denis Diderot geteilte Ansicht von der moralisierenden Tendenz des bürgerlichen Schauspiels („Rührstück“), so durchbricht seine Shakespeare-Sicht andererseits die bis dato üblichen kritischen Anschauungen des Zeitalters. Während Johnson in den antiken Schriftstellern die hohe „Kunst“ repräsentiert sah, erblickt er in Shakespeare, ähnlich wie John Milton, den Dichter der „Natur“. Johnson war in England der erste, der Shakespeare nicht wegen dessen Vermischung des Tragischen und Komischen oder der Vernachlässigung der „Einheit des Ortes und der Zeit“ verurteilte.
Die literarische Frucht einer Reise nach Schottland und zu den Hebriden im Jahre 1773 war seine Journey to the Western Isles of Scotland (1775), die ihn wegen seines darin geäußerten Zweifels an der Echtheit der Dichtungen Ossians in eine heftige Fehde mit James Macpherson verwickelte. Im Alter von 70 Jahren schrieb Johnson die Biographien englischer Dichter (The Lives of the Most Eminent English Poets, 1779–1781) für eine Sammlung der englischen Klassiker. Er starb am 13. Dezember 1784 und wurde in der Londoner Westminster Abbey beigesetzt.
Johnson förderte Oliver Goldsmith, den er durch den Verkauf des Manuskripts zu dessen Roman Der Pfarrer von Wakefield vom Schuldarrest befreite. Auch protegierte Johnson eine Reihe von Schriftstellerinnen, die zu seinem Literaturzirkel gehörten, wobei er Charlotte Lennox gegenüber Elizabeth Carter, Hannah More und Frances Burney heraushob. Zu seinem Freundeskreis gehörte der Londoner Blaustrumpf Mary Monckton.
Johnson gründete zwei der renommiertesten britischen Clubs, den Literary Club (1764) und den Evening Club (1783).

## Auflistung der Werke (Auswahl)
- Rambler. London Printed for J. Payne and J. Bouquet in Pater-noster-row 1751 [-1752], 1752. 2 volumes. First edition, First Issue.
- A Dictionary of the English Language. First edition. Printed for W. Strahan and T.Cadell in the Strand, London 1755.
- Prince of Abissinia. A Tale (Rasselas). Two volumes, first Edition, London Printed for R. and J. Dodsley and W. Johnston 1759. Ab 1790 als  Rasselas; Prince of Abissinia. A Tale. Two volumes, Johnstone, W. Taylor, and J. Davies, London 1790. Deutsch als:
  - Die Geschichte von Rasselas dem Prinzen von Abyssinien und seinen Forschungen nach dem Glücke und dem besten Lebensberufe. Eine moralische Erzählung für die reifere Jugend und Jedermann von Samuel Johnson. Aus dem Englischen von S. Gätschenberger. Stahel, Würzburg 1874. Neuauflage:
  - Die Geschichte von Rasselas Prinzen von Abessinien. Eine morgenländische Erzählung. Übersetzung Joachim Uhlmann, Insel Verlag, Frankfurt 1964.
- Journey to the Western Isles of Scotland. Printed for W. Strahan and T.Cadell in the Strand, London, 1775. Deutsch als:
  - Samuel Johnson’s Reisen nach den westlichen Inseln by Schottland. Anonyme Übersetzung ins Deutsche, Leipzig in der Weygandschen Buchhandlung 1775. Neu aufgelegt, hrsg. Volker Wolf u. Bernd Zabel, Insel Verlag, Frankfurt 1982, ISBN 3-458-32363-5.

## Rezeption

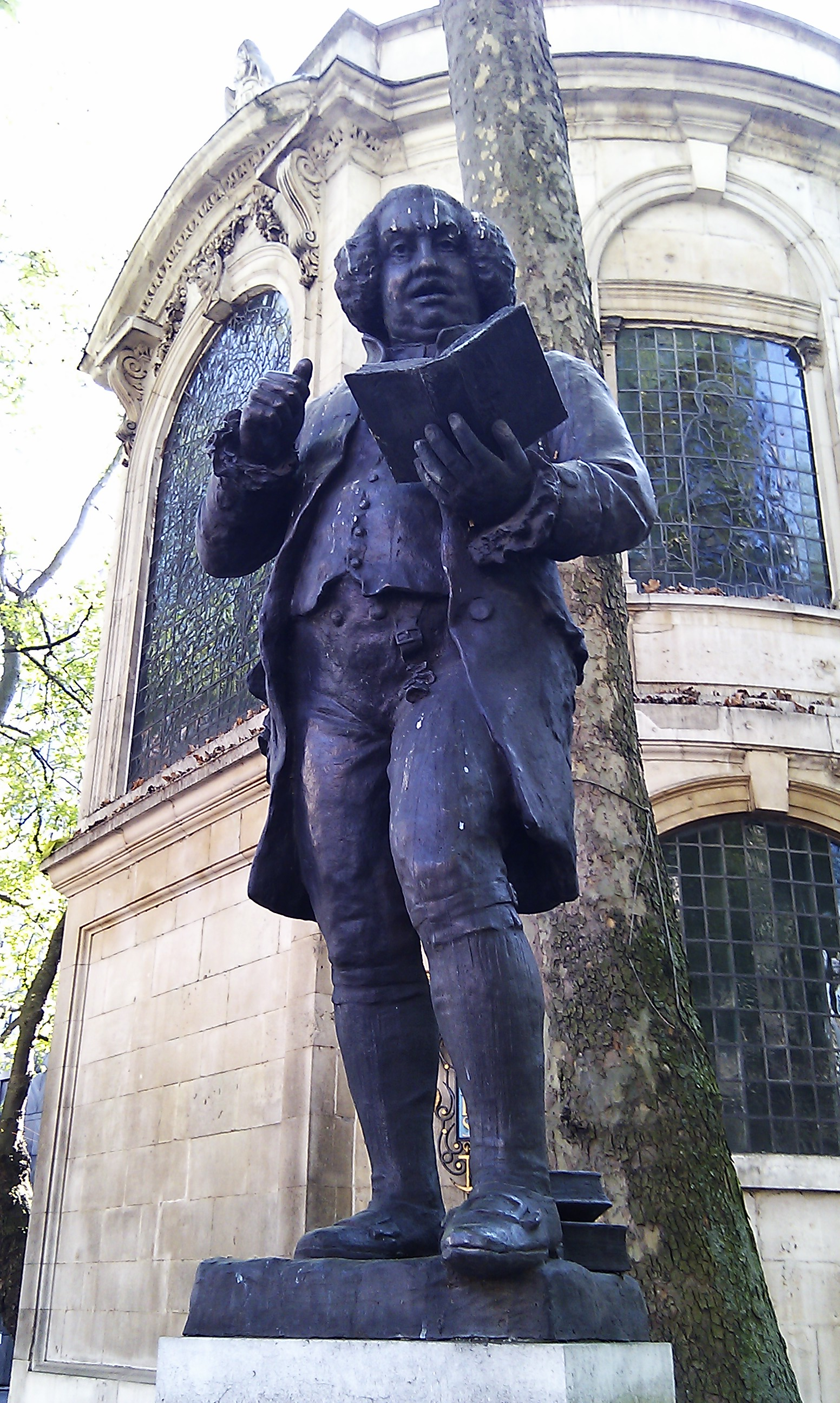
Statue von Samuel Johnson (Werk von Percy Fitzgerald, Rückseite der Kirche St Clement Danes, London)

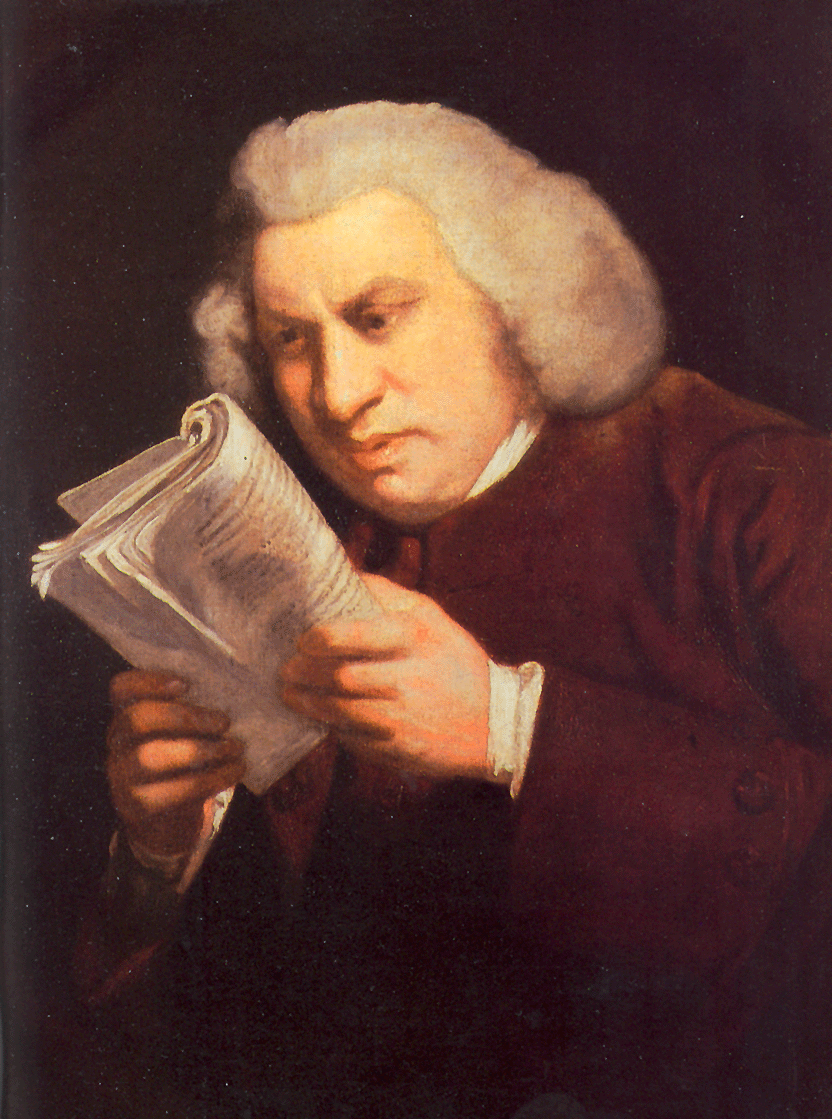
Der lesende Johnson (Gemälde von Joshua Reynolds, 1775)

Nach Johnsons Tod wurden dessen Leben und Ansichten von einem seiner Bewunderer, James Boswell, minutiös aufgezeichnet und als The Life of Johnson (1791) veröffentlicht.
Eine weitere wichtige biographische Quelle bilden die Briefe, Anekdoten und Tagebücher von Hester Thrale, in deren Salon Johnson verkehrte und mit deren Familie er eng befreundet war.
Johnsons Kater Hodge wurde durch eine Passage in Boswells Life of Samuel Johnson bekannt und später in Werken von Vladimir Nabokov und Percival Stockdale (1736–1811) erwähnt.
In der Jugendbuch-Trilogie Stoneheart von Charlie Fletcher spielen sowohl „Dictionary Johnson“ als auch der Kater Hodge nicht unwichtige Rollen. Johnsons Statue – das Original steht auf der Rückseite der Londoner Kirche St Clement Danes – wird darin lebendig, gibt den Hauptpersonen wichtige Hinweise und unterstützt sie bei ihren Aufgaben. Dabei verwendet Fletcher Johnsons Wortgewandtheit und Humor, um die Figur authentisch erscheinen zu lassen.
Johnsons Zitat „He who makes a beast of himself gets rid of the pain of being a man“ („Der, so sich zum Tier macht, befreit sich von dem Leid, ein Mensch zu sein“) ist Hunter S. Thompsons Roman Fear and Loathing in Las Vegas als Motto vorangestellt. Es wird auch im Vorspann der gleichnamigen Filmadaption, am Anfang des Liedes Bat Country von Avenged Sevenfold (A7X) sowie im Intro zum Computerspiel Amnesia: A Machine for Pigs verwendet.
In der zweiten Folge der dritten Staffel der britischen Kultserie Blackadder ersucht Johnson (dargestellt von Robbie Coltrane) den Prinzregenten und späteren Georg IV. (Vereinigtes Königreich) um finanzielle Unterstützung für die Vermarktung seines Buches, wobei er von Blackadder sabotiert wird.
Ein Gemälde, das den lesenden Johnson zeigt, wurde im März 2012 ein Internetmeme, oft im Zusammenhang mit der Bildunterschrift “Dafuq did I just read?” (etwa „Was um Himmels Willen habe ich da gerade gelesen?“).